# Flor de Retama
«Flor de Retama» es un huayno ayacuchano tradicional compuesto por Ricardo Dolorier y cantado por varios intérpretes, siendo la versión de Martina Portocarrero la más reconocida. La letra hace referencia a la flor amarilla de la retama (Spartium junceum) y a la represión policial que dejó alrededor de 20 víctimas, entre ellos estudiantes, en la llamada Rebelión de Huanta en 1969. Estos reclamaban por la continuidad de la gratuidad de la educación básica estatal, la cual fue recortada mediante el Decreto Supremo 006-69, promulgado por el Gobierno Revolucionario de la Fuerza Armada de Juan Velasco Alvarado.

## Origen
El 21 y 22 de junio de 1969 los estudiantes y padres de familia de Huanta, en su mayoría campesinos de escasos recursos económicos, se movilizaron en las calles huantinas protestando por el Decreto 006-69 del Ministerio de Educación del gobierno militar, entonces encabezado por el general Juan Velasco Alvarado. El decreto obligaba la imposición del cobro de cien soles mensuales a los estudiantes que obtuviesen nota desaprobatoria en los cursos regulares en los colegios públicos. Dicho monto equivalía a diez galones de gasolina y a doscientos pasajes escolares en el transporte público.  La población salió en defensa de la gratuidad de la enseñanza estatal, y la represión de la policía y los sinchis dejó como saldo 20 muertos, entre ellos estudiantes de la sección nocturna. Luego del suceso, conocido como Rebelión de Huanta, el presidente dio marcha atrás y derogó dicho decreto.
Ricardo Dolorier, originario de Huanta y profesor de aquellos estudiantes, compuso la canción en su homenaje.

Una noche volvía a La Cantuta y fui procesando la letra mientras llegaba a mi casa, recuerdo que en el camino había muchas flores. Oswaldo Reynoso dice que yo llegué a su casa como a las 6 de la mañana y le canté el huayno que había compuesto,
Ricardo Dolorier.

La canción fue grabada por primera vez en el año 1970 por el Trío Huanta, que tuvo que obviar una estrofa de la fuga (la parte final) porque excedía el tiempo de grabación de un disco de 45 revoluciones.

## Polémicas
Al ser una canción protesta y de duelo ha sido utilizada en diversos contextos: velorios y entierros civiles en Ayacucho, pasajes de duelo durante la Semana Santa, reclamos por mejoras sociales, entre otros. Años más tarde, el Partido Comunista del Perú utilizó la composición durante el conflicto armado interno iniciado en 1980. Posteriormente a esta utilización, quienes la interpretan han sido terruqueados y atacados por sectores conservadores al erróneamente vincular la composición como una apología del terrorismo.
En 2021, en el contexto de la campaña de segunda vuelta de las elecciones generales de ese año, la periodista Milagros Leiva, al lanzar preguntas en su espacio televisivo en Willax TV para la candidata al Congreso por Perú Libre, la cantante Martina Portocarrero, declaró que la canción es interpretada por senderistas, a lo que el Gobierno Regional de Ayacucho emitió un comunicado lamentando la calumnia de Leiva y exigiendo su rectificación. Según el periodista Adrián Sarria, la canción fue utilizada como himno para apoyar la candidatura de Pedro Castillo, quien fue objeto de críticas por parte de la campaña anticomunista de 2021.

## Homenajes
- El 2009, en conmemoración de los 40 años de la composición de la canción, el Municipio de Huamanga decretó celebrar cada 6 de noviembre el "Día de la canción ayacuchana".
- El 2021, la Municipalidad Provincial de Huanta declaró la flor de retama (flora, composición e interpretación musical) como símbolo de identidad cultural local.